# Strike (Leo Gassmann)
Strike è il primo album in studio del cantautore italiano Leo Gassmann, pubblicato il 7 febbraio 2020. L'album è stato prodotto da Matteo Costanzo e registrato/mixato da Giuseppe Taccini.

## Tracce
1. Vai bene così – 3:16
2. Maleducato – 2:59
3. Strike – 3:24
4. Cognac supernova – 2:44
5. Cantautore – 3:20
6. Fiumicino – 2:42
7. Mr. Fonda – 3:42
8. Magia (feat. Matteo Alieno) – 2:50
9. Vieni da me – 2:55
10. Stasera si beve – 3:09
11. Monna Lisa – 2:48
12. Cosa sarà di noi? – 3:22
13. Dimmi dove sei – 3:32

## Classifiche
| Classifica (2020) | Posizione massima |
| ----------------- | ----------------- |
| Italia            | 36                |